# 川前町小白井
川前町小白井（かわまえまち おじろい）は、福島県いわき市の大字である。郵便番号は979-3204。

## 地理
いわき市中部の川前地区に属する。西で田村市滝根町広瀬、北で田村市滝根町神俣、北東で双葉郡川内村上川内、東で川前町下桶売、南で川前町上桶売、南西で田村郡小野町湯沢とそれぞれ隣接する。概ね町村制施行以前の楢葉郡小白井村の流れを汲む地域である。川前地区の他大字と異なり二級水系夏井川水系ではなく、二級水系木戸川水系小白井川流域を主な範囲とする。福島県道36号小野富岡線や福島県道145号吉間田滝根線、福島県道359号神俣停車場川前線東西、南北に域内を貫き、中央部にて交差する。域内のほとんどが山林で占められ、小白井川とその支流沿いの平野部に水田が広がり、山裾を中心に人家が立地市集落が広がる。内郷御厩町に所在するいわき中央警察署及び川前町川前に所在する平消防署川前分遣所がそれぞれ管轄にあたる。

### 主な字
字
- 精才
- 将監小屋
- 下岐
- 大小屋
- 芋島

### 山岳
- 鬼ヶ城山
- 矢大臣山
- 羽山
- 万太郎山

### 河川
二級水系木戸川水系
- 小白井川

## 歴史
- 1879年1月27日 - 棚倉藩領小白井村が福島県内における郡区町村制の施行により楢葉郡の村となる[4]。
- 1889年4月1日 - 町村制の施行により小白井村が川前村、下桶売村、上桶売村と合併し川前村が発足する。旧小白井村域は川前村の大字となる。[4]。
- 1896年4月1日 - 郡の廃置分合により楢葉郡より分離し、磐前郡、磐城郡、菊多郡の合併により新たに発足した石城郡へ編入され、石城郡川前村となる[4]。
- 1966年10月1日 - 川前村が平市・磐城市・常磐市・勿来市・内郷市、石城郡遠野町・四倉町・小川町・三和村・田人村・好間村、双葉郡久之浜町・大久村と合併しいわき市となり、いわき市川前地区の大字となる[4]。

## 世帯数と人口
2023年10月31日現在の世帯数と人口は以下の通りである。
| 大字         | 世帯数 | 人口  |
| ------------ | ------ | ----- |
| 川前町小白井 | 70世帯 | 174人 |

## 小・中学校の学区
市立小・中学校に通う場合、学区は以下の通りとなる。
| 番地 | 小学校               | 中学校               |
| ---- | -------------------- | -------------------- |
| 全域 | いわき市立小川小学校 | いわき市立小川中学校 |

## 交通

### 道路
- 福島県道36号小野富岡線
- 福島県道145号吉間田滝根線
  - 広瀬工区
    - 矢大臣山トンネル
- 福島県道359号神俣停車場川前線

## 施設
- 旧いわき市立小白井中学校
- アブクマ いわき工場
- 熊倉神社